# Desperate times, desperate measures
«Desperate Times, Desperate Measures» es el primer sencillo de la banda cristiana Underoath de su álbum de estudio Lost In The Sound Of Separation. El vídeo, que iba a ser grabado por Endeavor Media el 6 de julio, fue cancelado por diferencias de creatividad.
Posteriormente grabaron otro el 14 de julio en Los Ángeles, California.
La canción está disponible para ser escuchada desde el 21 de julio en el MySpace de la banda, aquí.